# 蒸汽锥

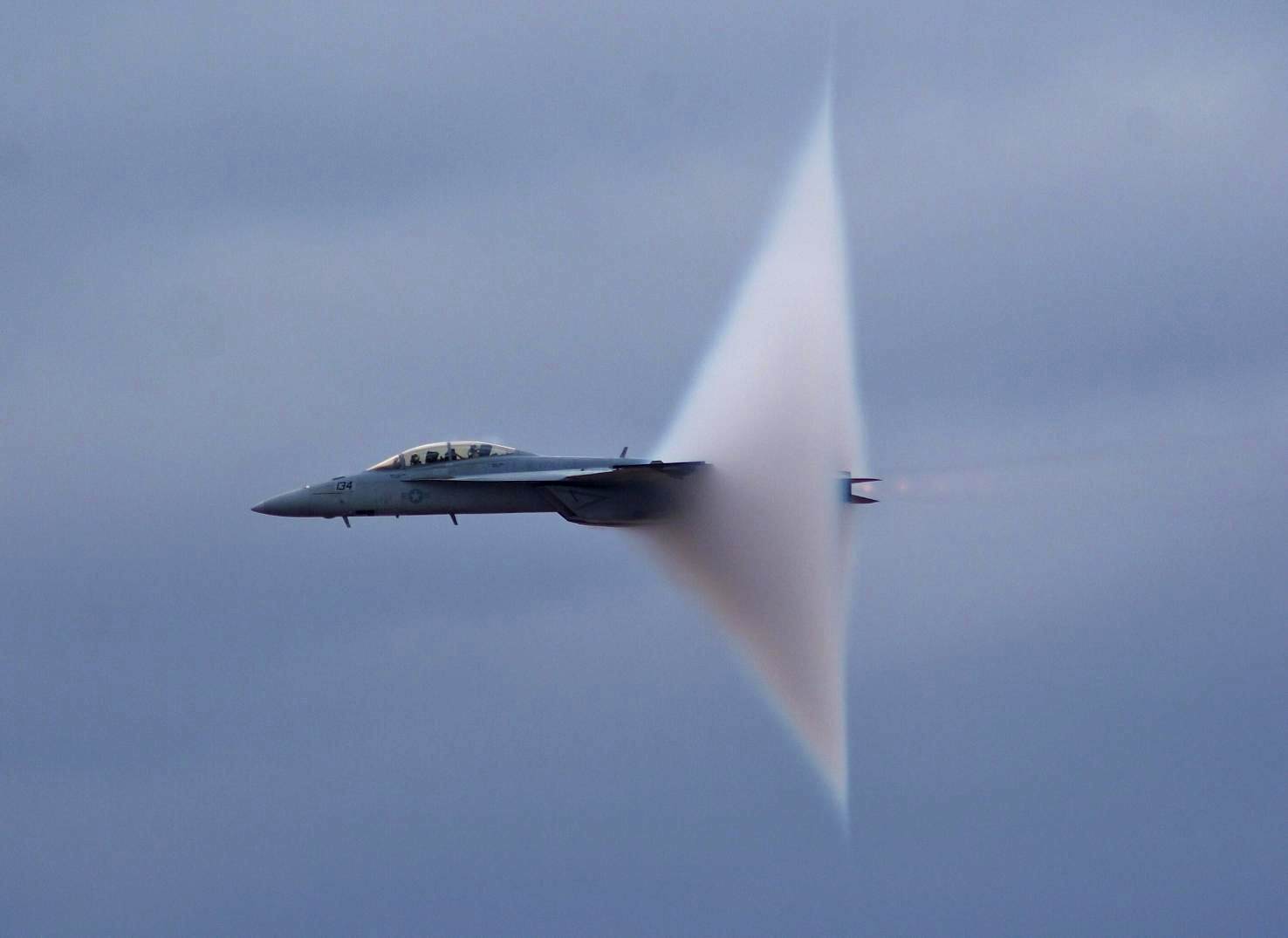
跨音速飞行的F/A-18大黄蜂战斗攻击机

十字路口行动核试验

蒸汽锥（英語：vapor cone）是指当物体在湿空气中高速飞行时物体周围产生的冷凝水雾，常见于跨音速飞行的飞行器。
对跨音速飞行器而言，膨胀扇会导致空气压力、密度与温度陡降，温度低于露点后使水汽凝结成为小水珠，从而形成可见的云雾。这一低压、超音速区域呈圆锥状，故称为“蒸汽锥”。该区域经激波后恢复至常压、亚音速状态。此外，核试验也可能会形成类似效果，如1946年十字路口行动核试验中形成的凝结云（又称为“威尔逊云”）。